# Вулиця Лесі Українки (Дрогобич)
Вулиця Лесі Українки — одна з вулиць міста Дрогобича, розташована у середмісті.

## Розташування

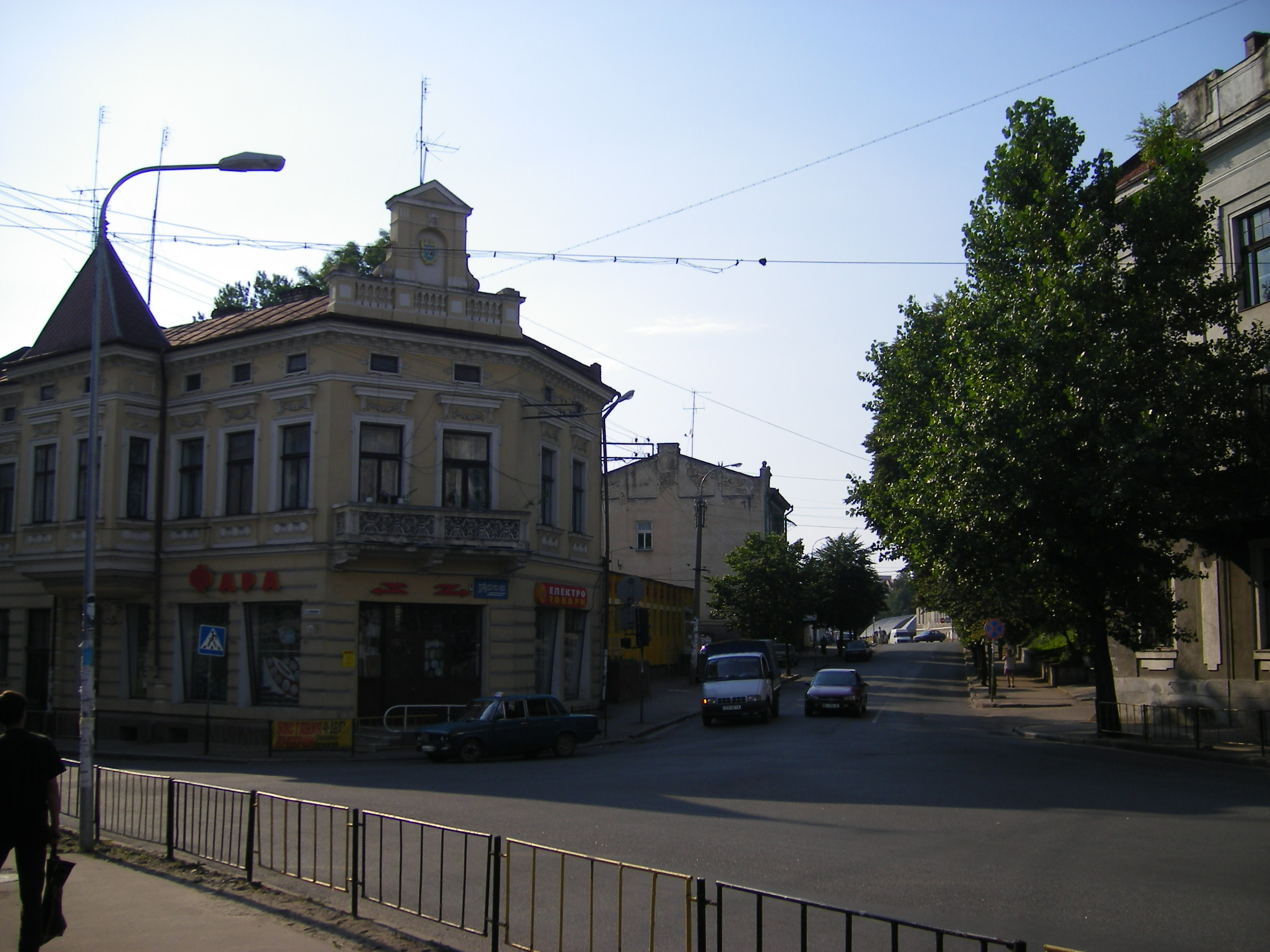
Початок вулиці Лесі Українки

Вулиця розпочинається у місці злиття вулиць Івана Мазепи та Стрийської, та простягається до перетину вулиць Січових Стрільців, Івана Франка та Самбірської, поблизу «Вічного вогню», меморіалу пам'яті жертв німецько-радянської війни. 
До вулиці Лесі Українки прилягають вулиці: Івана Верхратського, Пилипа Орлика, Григорія Коссака, Остапа Нижанківського, Миколи Лисенка, Івана Чмоли, Антона Чехова, В'ячеслава Чорновола та провулок Петра Карманського.

## Назва
Вулицю названо на честь визначної української письменниці Лесі Українки. 
У польський період носила назву короля Яна Собеського, у радянський період, до 1990 року, — ім'я Максима Горького.

## Опис
Вулиця повністю асфальтована, на ній двосторонній автомобільний рух. Забудована, здебільшого, будинками XIX — першої половини ХХ століття.
З вулицею пов'язаний Бруно Шульц. Так на вулиці мешкала наречена Бруно Шульца Юзефіна Шелінська, нині це будинок № 36

## Об'єкти вулиці Лесі Українки

Пам'ятник Тарасу Шевченку

- № 2 — Студентська бібліотека Дрогобицького державного педагогічного університету імені Івана Франка
- № 8 — Кінотеатр «Злата PLUS»
- № 14 — Дрогобицький завод мінвод та безалкогольних напоїв
- № 16 — Пам'ятник Тарасові Шевченку
- № 21 — Аварійно-диспетчерська служба КП «Дрогобичводоканал»
- № 26 — Дрогобицька філія акціонерного товариства «Український інноваційний банк »
- № 32 — Дрогобицький міськрайонний суд
- № 37 — Дитяча художня школа[3]
- № 38 — Вілла Гальпернів
- № 41 — Дитяча музична школа № 2[4]
- № 46 — Історичний та соціально-гуманітарний факультет Дрогобицького державного педагогічного університету імені Івана Франка
- № 70 — Дрогобицький міський центр соціальних служб для сім'ї, дітей та молоді[5]. Стелла на місці, де стояла садиба Коссаків, де народився Григорій Коссак[6].

## Світлини

Пам'ятник 2000-ліття християнства
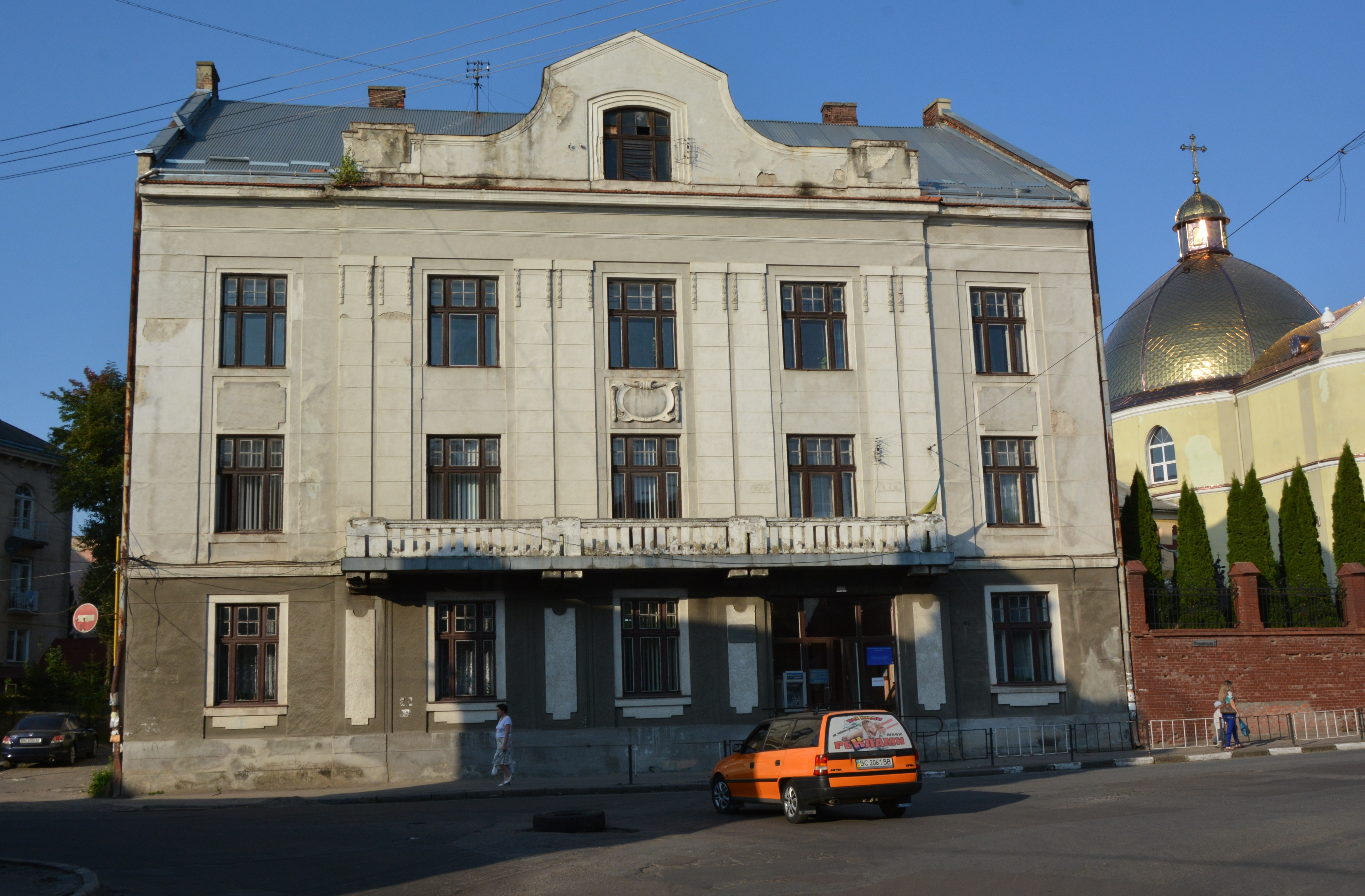
Студентська бібліотека ДДПУ. Вулиця Лесі Українки, 2
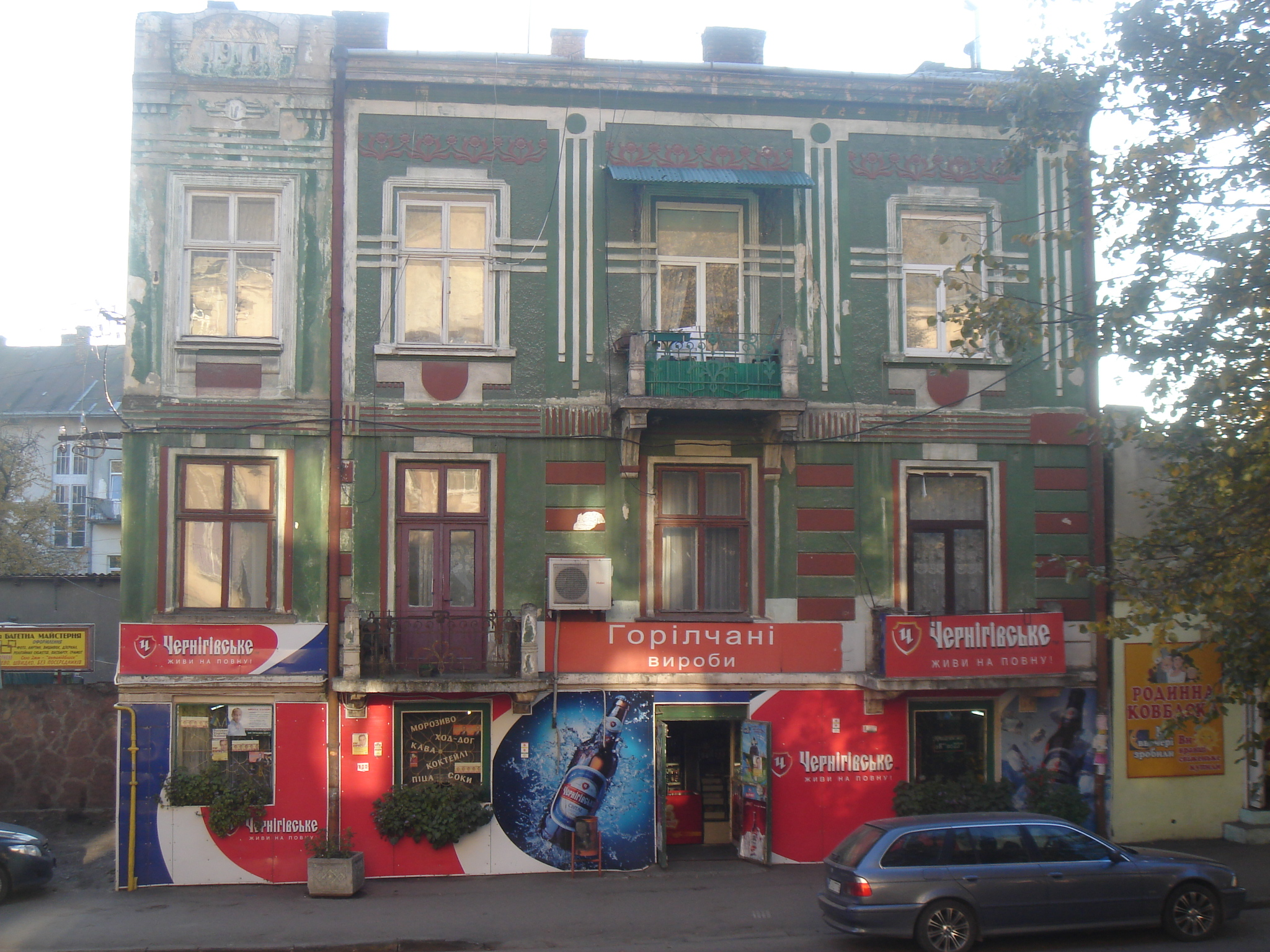
Вулиця Лесі Українки, 3
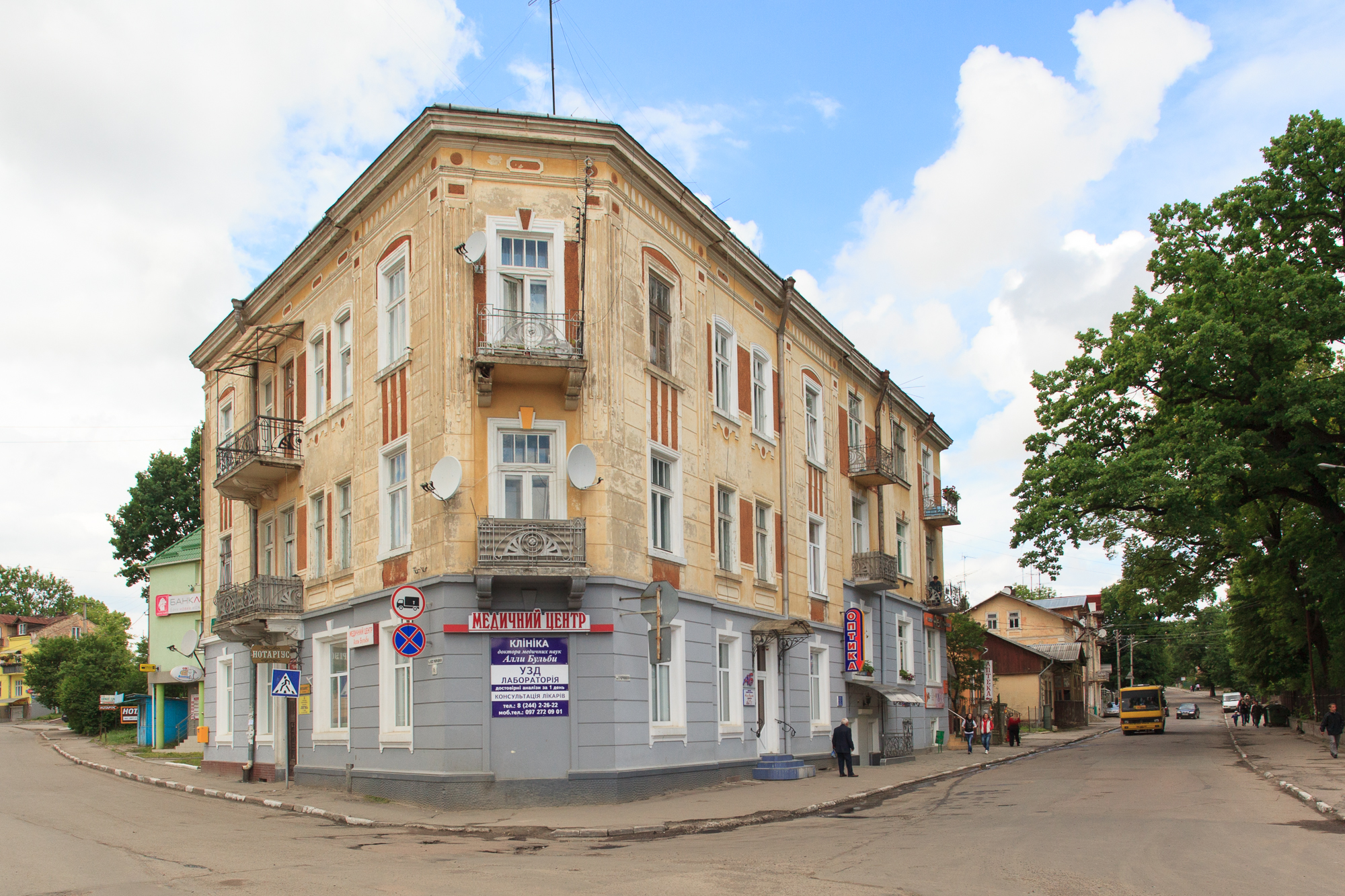
Вулиця Лесі Українки, 16
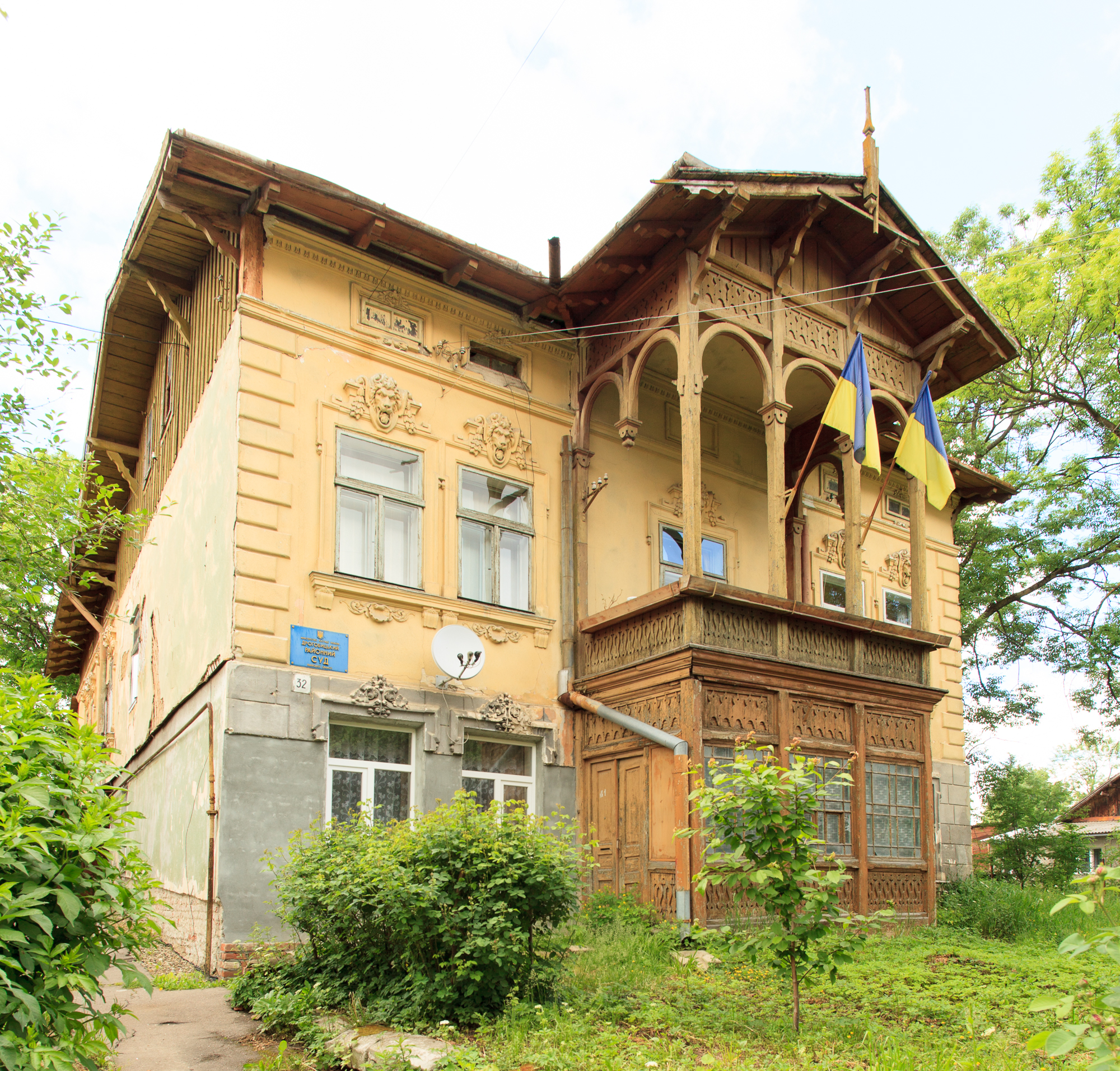
Дрогобицький міськрайонний суд. Вулиця Лесі Українки, 32
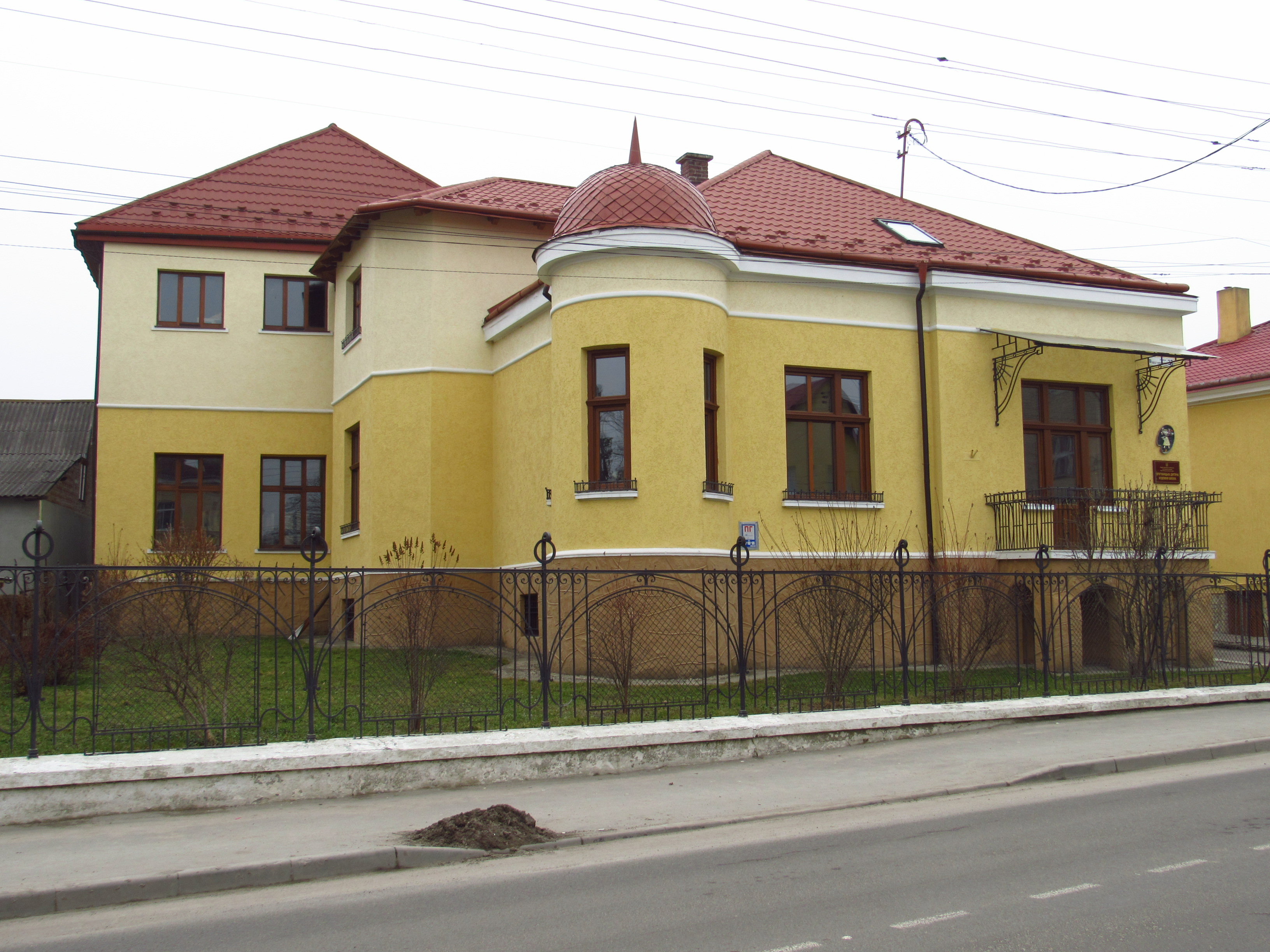
Дитяча художня школа №1. Вулиця Лесі Українки, 37
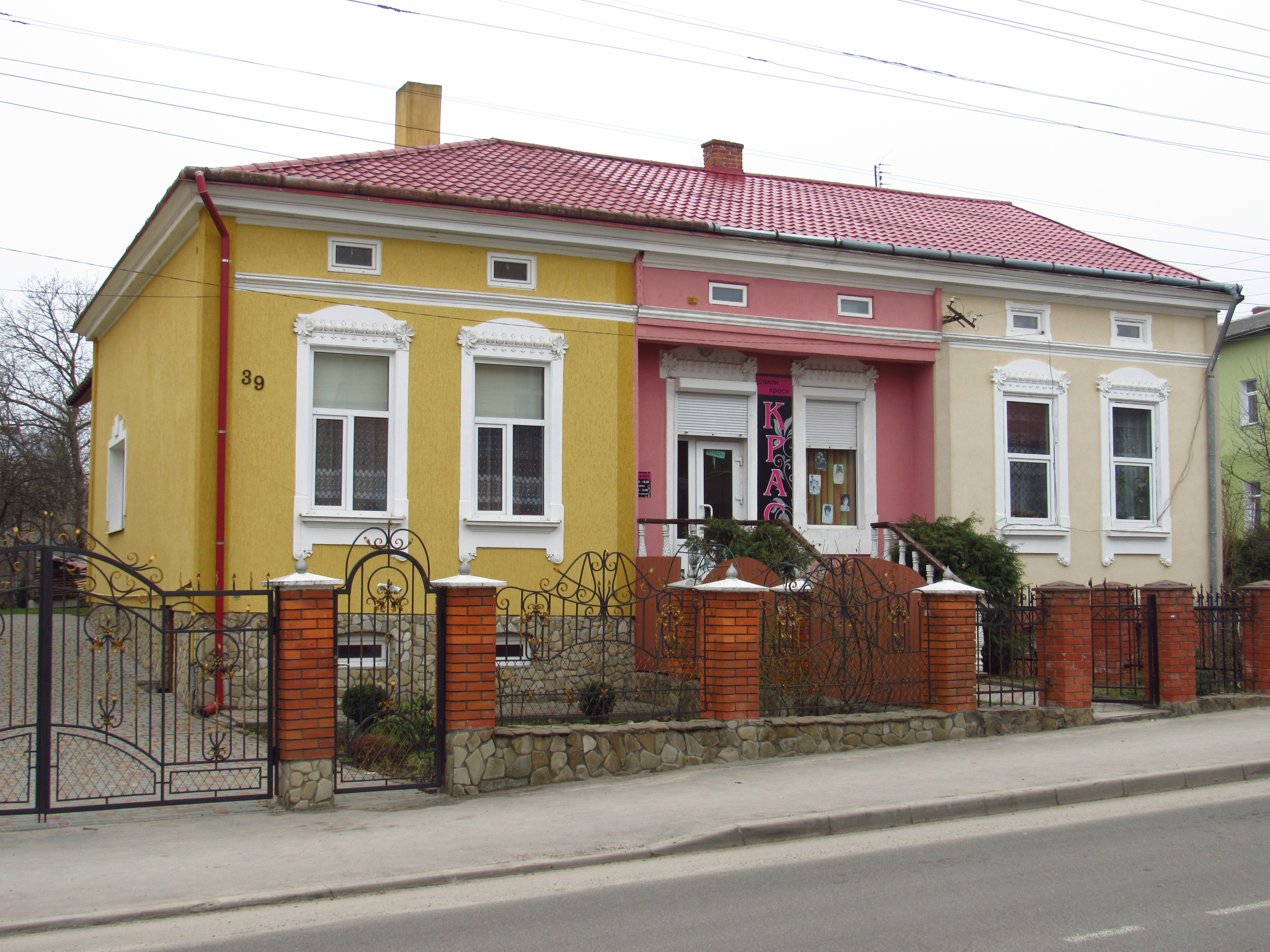
Вулиця Лесі Українки, 39
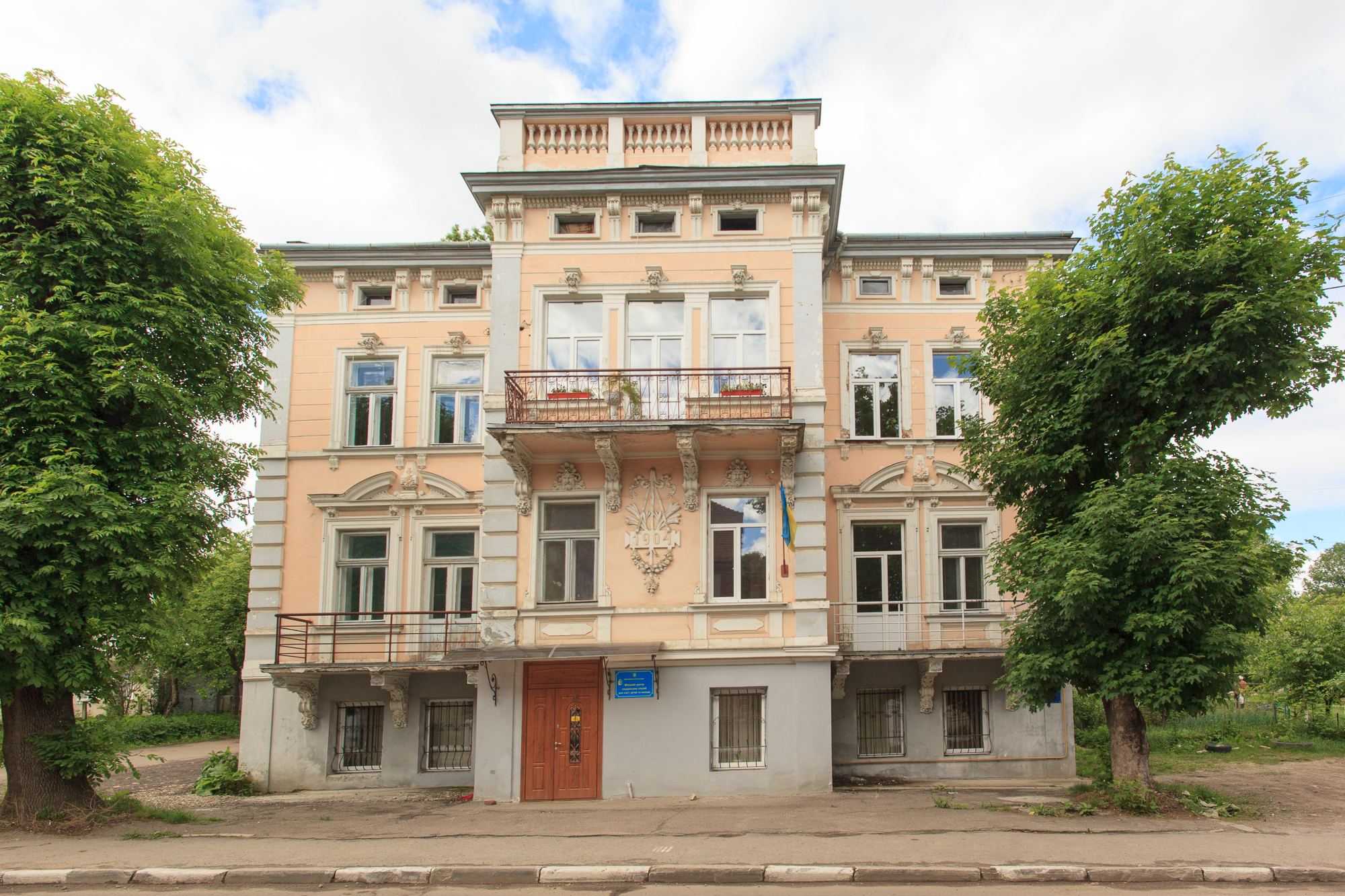
Дрогобицький міський центр соціальних служб для сім’ї, дітей та молоді. Вулиця Лесі Українки, 70
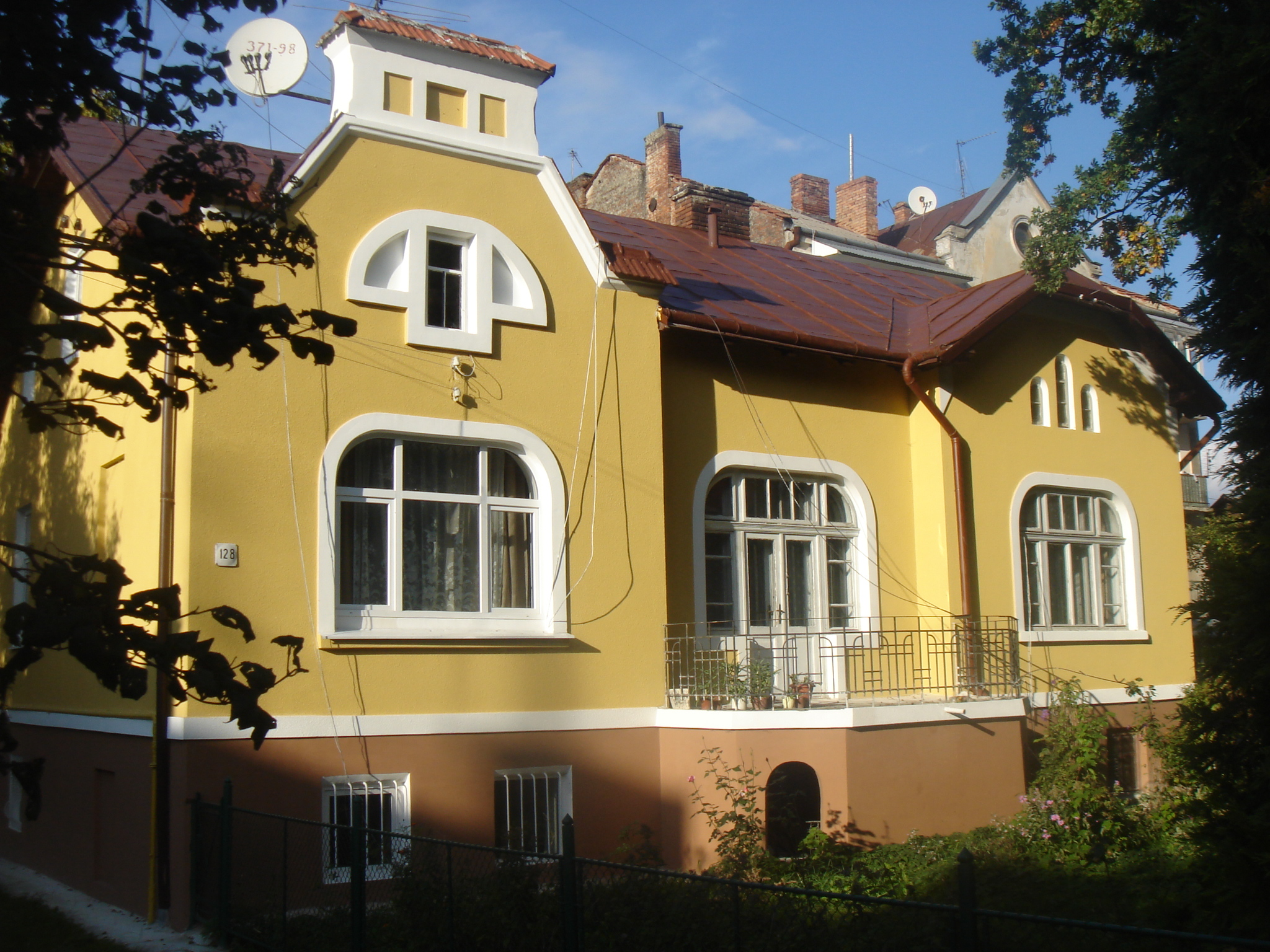
Садиба 1920-х років побудови. Вулиця Лесі Українки, 128